# Вивахичка (Флорида)
Вивахичка (енгл. Wewahitchka) град је у америчкој савезној држави Флорида. По попису становништва из 2010. у њему је живело 1.981 становника.

## Демографија
Према попису становништва из 2010. у граду је живело 1.981 становника, што је 259 (15,0%) становника више него 2000. године.
| Група             | 2000.         | 2010.         |
| Белци             | 1.526 (88,6%) | 1.712 (86,4%) |
| Афроамериканци    | 130 (7,5%)    | 165 (8,3%)    |
| Азијати           | 13 (0,8%)     | 1 (0,1%)      |
| Хиспаноамериканци | 18 (1,0%)     | 39 (2,0%)     |
| Укупно            | 1.722         | 1.981         |